# Maria Celeste Crostarosa
Maria Celeste Crostarosa (Nàpols, 31 d'octubre de 1696 - Foggia, 14 de setembre de 1755) fou una religiosa napolitana, fundadora de l'orde femení de les Monges Redemptoristes i, amb Sant Alfons Maria de Liguori, de la Congregació del Santíssim Redemptor. Ha estat declarada venerable per l'Església catòlica.

## Biografia
Maria Celeste Crostarosa va néixer a Nàpols en 1696, desena dels dotze fills de Giuseppe Crostarosa i Battista Caldari. Cap a l'abril de 1718 va ingressar al monestir de monges carmelites de Marigliano, amb la seva germana Orsola i el 21 de novembre va vestir-ne l'hàbit de novícia, professant com a monja l'any següent. El 16 d'octubre de 1723, ella i Orsola deixen el monestir i passen tres mesos a Portici; el gener de 1724 va entrar al monestir de saleses de Scala i el 28 de desembre de 1726 hi professa.
Mentrestant, el 25 d'abril de 1725 va tenir una revelació sobre una nova congregació religiosa, a partir de la qual n'escriu una regla. Segons la revelació, mentre les monges dedicaven la vida a la contemplació i la pregària, els missioners, vinculats a l'orde, predicarien i farien apostolat, proclamant la redempció de Crist i l'amor de Déu. El 1730 parla amb Alfonso Maria de' Liguori i, en veure la nova regla, la reconeix com a inspirada i comença a treballar per instituir la nova congregació, que es fundarà el 13 de maig de 1731 amb el nom d'Orde del Santíssim Redemptor. Les primeres religioses en vesteixen l'hàbit el 6 d'agost del mateix any. L'octubre de 1731, una nova visió fa que la monja vegi Alfons de' Liguori amb Sant Francesc d'Assís, com a director d'una congregació similar, però masculina: naixerà així, el 9 de novembre de 1732, la Congregació del Santíssim Redemptor, fundada per Liguori.
El 14 de maig de 1733, però, el capítol del monestir de Scala decideix d'expulsar-la, i en marxa el dia 25, essent rebuda al monestir de monges benedictines de SS. Trinità d'Amalfi; deu dies després, marxa al Conservatorio Domenicano della SS. Annunziata de Pareti di Nocera, d'on serà superiora i treballa pel creixement de la comunitat. El 1735 abandona Pareti per fundar un monestir a Roccapiemonte i el 1738 funda un nou monestir de monges redemptoristes a Foggia, sempre acompanyada de la seva germana Orsola, on va morir el 14 de setembre de 1755.

## Obra escrita
- Autobiografia, escrita a partir de 1750 a Foggia, centrant-se en el seu paper de fundadora.
- Trattenimenti dell'anima col suo Sposo Gesù. 1724-1732, a Scala, 1737-38 a Roccapiemonte i Foggia; diari i llibre de pensaments espirituals en forma de diàleg entre l'ànima i Crist.
- Gradi di Orazione, on s'exposen setze graus d'una "escala mística" que arriba al cel mitjançant la pregària.
- Dieci giorni di esercizi spirituali, en forma de col·loqui.
- Esercizio di amore per la Quaresima, meditacions.
- Meditazioni per l'Avvento.
- Per il mese di dicembre, esercizi spirituali.
- Sette regole spirituali, Marigliano 1718.
- Libro di esercizi spirituali devoti, 1718-19 a Marigliano.
- Canzoncine spirituali, poesies, 1731-33 a Scala, i posteriors.
- 27 cartes, quinze d'elles a Alfons de Liguori.

## Veneració
La seva fama de santedat va créixer en morir: el poble assistí massivament als funerals de qui anomenaven la Santa Priora. El 1895 els seus escrits van ésser declarats lliures d'errors per la Sacra Congregació dels Ritus, iniciant-se'n la causa de canonització. L'11 d'agost de 1901 fou declarada venerable. Després de temps d'interrupció, la causa es torna a obrir i continua en estudi.